# Tsuyoshi Kōsaka
Tsuyoshi Kōsaka (jap. 高阪剛 Kōsaka Tsuyoshi; ur. 6 marca 1970) − japoński zawodnik mieszanych sztuk walki (MMA). W latach 1995–2006 walczył dla największych światowych organizacji MMA, takich jak RINGS, Pancrase, UFC i PRIDE FC. Mistrz Pancrase w wadze superciężkiej (2004).

## Kariera MMA
Zawodowy debiut zanotował w 1995 roku w organizacji RINGS, z którą był związany przez następnych 6 lat (bilans walk: 15-11-2). W tym czasie pokonał m.in. Maurice’a Smitha, Michaiła Iluchina, Volka Hana, Travisa Fultona i Gilberta Yvela. Równolegle, w latach 1998–2002, stoczył również sześć walk dla amerykańskiej organizacji UFC (3-3-0).
Na przełomie 2000 i 2001 roku brał udział w silnie obsadzonym turnieju RINGS King of Kings. W pierwszej rundzie znokautował Michaiła Iluchina, aby w drugiej zmierzyć się z innym rosyjskim sambistą, ówcześnie niepokonanym Fiodorem Jemieljanienką. Kilkanaście sekund po rozpoczęciu walki Kōsaka trafił Rosjanina łokciem w głowę, powodując głębokie rozcięcie na jego skórze. Lekarz nakazał przerwać walkę, wskutek czego ogłoszono zwycięstwo Japończyka przez techniczny nokaut, mimo że ciosy łokciami były zabronione w regulaminie zawodów (nie przewidziano zawodników rezerwowych i walka musiała wyłonić zwycięzcę, który mógłby rywalizować w następnej rundzie turnieju; jak się później okazało, do 2010 roku była to jedyna porażka Jemieljanienki w MMA). Dzięki temu Kōsaka awansował do ćwierćfinału turnieju, w którym przegrał jednak przez jednogłośną decyzję z Randym Couture’em.
Po rozwiązaniu RINGS w 2002 roku walczył w organizacjach DEEP, NJPW oraz Pancrase. 7 listopada 2004 roku pokonał przez jednogłośną decyzję amerykańskiego ekszapaśnika Rona Watermana, zdobywając mistrzostwo Pancrase w wadze superciężkiej.
W kwietniu 2005 roku podpisał kontrakt z PRIDE FC − ówcześnie najbardziej prestiżową organizacją MMA na świecie. W debiucie zmierzył się w rewanżu z Jemieljanienką, który był mistrzem PRIDE w wadze ciężkiej. Walka miała jednostronny przebieg i po pierwszej 10-minutowej rundzie, w trakcie której Kōsaka przyjął wiele celnych uderzeń, lekarz nakazał ją przerwać z powodu licznych obrażeń i rozcięcia na twarzy Japończyka.
W swojej drugiej walce w PRIDE znokautował utytułowanego brazylijskiego grapplera Mario Sperry’ego, po czym w maju 2006 roku wystartował w 15-osobowym turnieju PRIDE Openweight Grand Prix. W pierwszej rundzie zmierzył się z byłym mistrzem K-1, Markiem Huntem. Przegrał z nim w brutalnej walce przez techniczny nokaut. Jeszcze przed tym pojedynkiem 36-letni Japończyk zapowiedział, że w razie porażki zakończy karierę − tak też uczynił.
Po prawie dziesięciu latach od zakończenia kariery wrócił do MMA, pokonując na inauguracyjnej gali Rizin Fighting Federation Jamesa Thompsona przez TKO.